# Lokia coryndoni
Lokia coryndoni é uma espécie de libelinha da família Libellulidae.
É endémica do Uganda.
Os seus habitats naturais são: florestas subtropicais ou tropicais húmidas de baixa altitude.
Está ameaçada por perda de habitat.